# Mirror☆ge
『mirror☆ge』（ミラージュ）は、angelaの5枚目のオリジナルアルバム。2011年6月22日にスターチャイルドから発売された。

## 解説
前作『Land Ho!』から1年9ヶ月ぶりのリリースとなる。 シングル「オルタナティヴ」「蒼い春」「蒼穹」に加え、ミニアルバム『蒼穹のファフナー HEAVEN AND EARTH イメージミニアルバム』から2曲を収録。
また、テレビアニメ『アスラクライン2』の最終話エンディング、映画『心中天使』の主題歌となった楽曲が初収録されている。 

## 収録曲
（全作詞：atsuko、作曲：atsuko・KATSU、編曲：KATSU） 
1. 蒼穹 [5:18]
  - 映画『蒼穹のファフナー HEAVEN AND EARTH』主題歌
  - 17thシングル
2. mirrorballs [5:20]
3. オルタナティヴ [4:45]
  - TVアニメ『アスラクライン2』OP主題歌
  - 15thシングル
4. 「リアル」は… [4:41]
  - 映画『心中天使』主題歌
5. 理解と破壊へのプレリュード [4:07]
  - 映画『蒼穹のファフナー HEAVEN AND EARTH』イメージソング
6. ぐるぐる☆ぼし [4:04]
7. Catch and Go! [4:42]
8. どんなに、、、どれくらい、、、 [4:35]
9. Wonderful World [6:25]
  - 映画『Wonderful World』主題歌
10. FORTUNES [4:02]
  - 映画『蒼穹のファフナー HEAVEN AND EARTH』イメージソング
11. 蒼い春 [4:04]
  - TVアニメ『生徒会役員共』エンディングテーマ
  - 16thシングル
12. キラフワ [5:06]
  - TVアニメ『アスラクライン2』最終話エンディングテーマ

DVD（初回限定盤のみ）
- 独占映像!「mirror☆ge[ミラージュ]ができるまで」（ジャケット撮影メイキング、レコーディング風景、インタビュー他）
- 「オルタナティヴ」、「キラフワ」、「蒼い春」、「FORTUNES」テレビアニメ主題歌映像
- 特別企画「angela的 登場人物が多い順PVランキング ベスト3」予定